# Parigi-Camembert 2002
La Parigi-Camembert 2002, sessantatreesima edizione della corsa e valida come evento del circuito UCI categoria 1.2, si svolse il 2 aprile 2002, per un percorso totale di 208 km. Fu vinta dallo svedese Marcus Ljungqvist, al traguardo con il tempo di 4h33 51" alla media di 45,572 km/h.
Partenza con 156 ciclisti, dei quali 106 portarono a termine il percorso.

## Ordine d'arrivo (Top 10)
| Pos. | Corridore            | Squadra      | Tempo    |
| ---- | -------------------- | ------------ | -------- |
| 1    | Marcus Ljungqvist    | Team Fakta   | 4h33'51" |
| 2    | Ludovic Turpin       | AG2R Prév.   | s.t.     |
| 3    | Sandy Casar          | F. des Jeux  | s.t.     |
| 4    | Lennie Kristensen    | Team Fakta   | a 9"     |
| 5    | Christophe Agnolutto | AG2R Prév.   | a 1'07"  |
| 6    | Tom Leaper           | Navigators   | s.t.     |
| 7    | Médéric Clain        | Cofidis      | a 1'10"  |
| 8    | Jonas Ljungblad      | Amore & Vita | s.t.     |
| 9    | Daniele Righi        | Index        | s.t.     |
| 10   | Thierry Gouvenou     | Big Mat      | s.t.     |